# Функция (литературоведение)
В литературоведении фу́нкция — это действие персонажа как актанта. Синоним слова акция.

## История вопроса
Термин введён В. Я. Проппом в 1927 году в «Морфологии (волшебной) сказки», где учёный исследует жанровые особенности, выраженные в сюжете фольклорной волшебной сказки. По Проппу, общим для сюжета жанра является ряд инвариантных (постоянных) акций. Исследователь волшебной сказки перечисляет эти акции. Всего их 31 акция, или функция:
Отлучка, запрет и нарушение запрета, разведка вредителя и выдача ему сведений о герое и пособничество, вредительство (или недостача), посредничество, начинающиеся противодействие, отправка, первая функция дарителя и реакция героя, получение волшебного средства, пространственное перемещение, борьба, клеймение героя, победа, ликвидация недостачи, возвращение героя, преследование и спасение, неузнанное прибытие, притязание ложного героя, трудная задача и решение, узнавание и обличение, трансфигурация, наказание, свадьба.
Пропповские функции распределяются между семью действующими лицами волшебной сказки. Пропп выделяет:
1. Героя.
2. Антагониста (вредителя).
3. Дарителя волшебных средств герою сказки.
4. Волшебного помощника.
5. Царевну или её отца.
6. Отправителя.
7. Ложного героя.

Все эти действующие лица имеют свой круг действий, т.е одну или несколько функций.